# Captrain Portugal

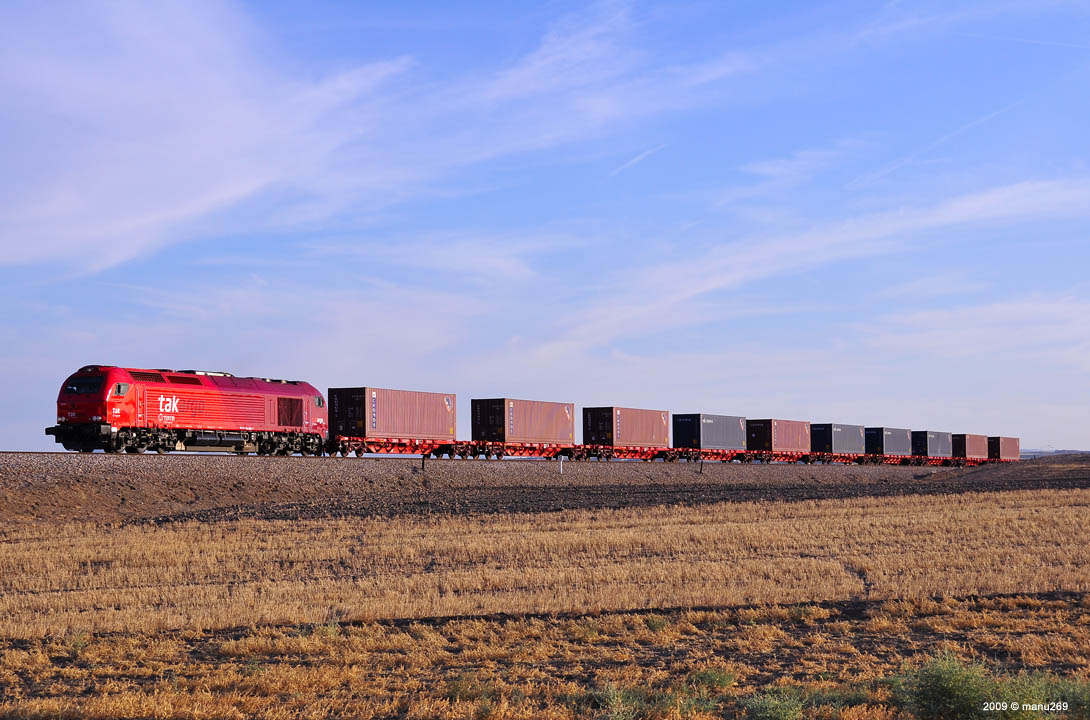
Ein Takargo-Güterzug auf der Strecke Lissabon (Alverca) nach Madrid (Abroñigal)

Captrain Portugal S.A. (bis 2023 unter der Marke Takargo Rail aktiv) ist eine im September 2006 gegründete portugiesische Eisenbahngesellschaft. Es ist erste private Unternehmen in Portugal, das neben der staatlichen Comboios de Portugal kommerzielle Güterverkehre betreibt.

## Geschichte
Takargo wurde als Transporte Ferroviário de Mercadorias S.A. nach der Liberalisierung des portugiesischen Schienenverkehrmarktes im September 2006 als Teil des Mota-Engil-Konzernes gegründet. 2008 nahm das Unternehmen die ersten Güterverkehre auf.

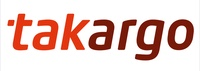
Altes Logo

Takargo erwarb für die grenzüberschreitenden Güterverkehre 18 Vossloh Euro 4000-Lokomotiven. In Portugal werden diese als Baureihe 6000 bezeichnet. Des Weiteren kann sie zwei von der CP erworbene Lokomotiven der Baureihe 1400 sowie 146 Güterwagen ihr Eigen nennen. Im Mai 2019 verstärkte Takargo seine Fahrzeugflotte mit drei dieselelektrischen Lokomotiven der Baureihe 1550. Diese 40 Jahre alten Lokomotiven sind für den Einsatz im Breitspurnetz bis zu einer Geschwindigkeit von 120 km/h geeignet.
2007 erwirtschaftete Takargo einen Umsatz von 0,4 Millionen Euro, 2008 6,3 Millionen Euro, 2009 14,8 Millionen Euro und 2021 16 Millionen Euro.
Das Unternehmen betreibt gemeinsam mit der COMSA (heute als Captrain España eine Schwestergesellschaft) unter dem Namen Ibercargo Rail S.A. drei Güterverkehrlinien zwischen Portugal und Spanien.
2022 übernahm die SNCF Takargo. Bei der Prüfung der Übernahme ermittelte die portugiesische Wettbewerbsbehörde einen Marktanteil von 10 … 20 % am innerportugiesischen und 50 … 60 % am grenzüberschreitenden Schienengüterverkehr.
Seit Anfang 2024 trägt das Unternehmen den heutigen Namen.